# The Postcard Killings

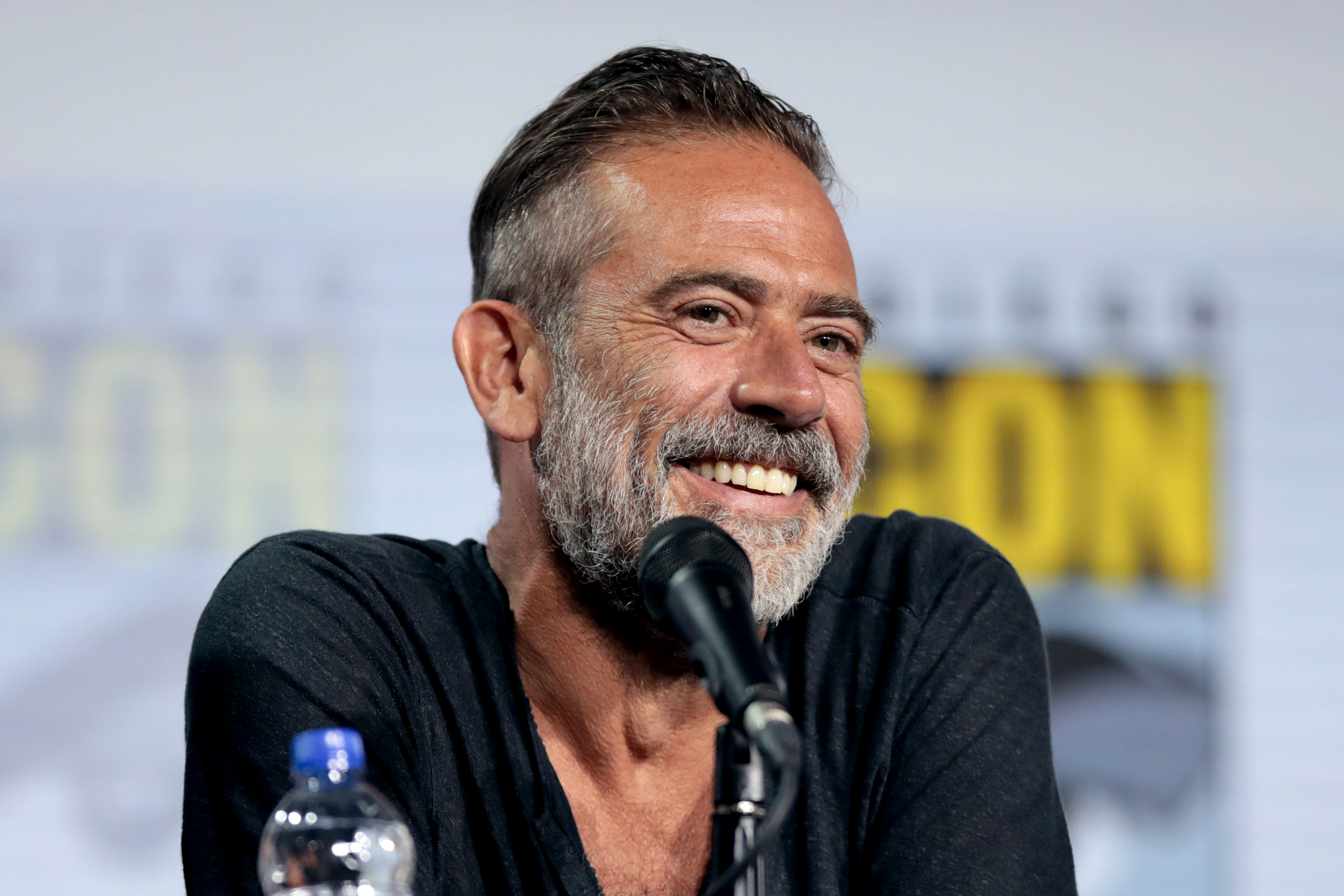
Jeffrey Dean Morgan spielt Jacob Kanon (Foto von 2019)

The Postcard Killings ist eine US-amerikanische Literaturverfilmung bzw. Thriller von Danis Tanović aus dem Jahr 2020. Der Film wurde am 13. März 2020 veröffentlicht.

## Handlung
Der Mord an seiner Tochter und seinem Schwiegersohn bringt NYPD-Polizist Jacob Kanon nach London, wo das frisch verheiratete Paar im Rahmen einer Europa-Rundreise einen Teil ihrer Flitterwochen verbrachte. Der Doppelmord ist Teil einer Serie, die sich auf Europa erstreckt und junge Paare zum Opfer hat, die in ungewöhnlicher Weise inszeniert wurden. Die Morde wurden zuvor durch an Journalisten verschickte Postkarten angekündigt. Jacob versucht, auf eigene Faust zu ermitteln, um den Mörder seiner Tochter zu finden.
Als in Stockholm die Journalistin Dessie eine Postkarte erhält, fährt Jacob nach Schweden. Da die dortige Polizei aus Ermittlungsgründen nicht mit ihm zusammenarbeitet, begibt er sich mit Dessie auf die weitere Suche. Sie finden heraus, dass die Inszenierung an berühmte Kunstwerke erinnern. Eines befindet sich in einem Museum in München, wo es auch einen Doppelmord gab. Beim Sichten der Überwachungskameras des Museums mit dem dortigen Ermittler Bublitz fällt ein Paar auf, das sich das Kunstwerk an mehreren Tagen wiederholt anschaut. Allerdings sind die Gesichter nicht zu erkennen. Während die Polizei in Stockholm daraufhin beginnt, nach einem Täterpaar zu suchen, wird wenig später ein weiteres ermordetes Paar gefunden. Kameraaufnahmen in der Nähe führen zur Verhaftung der Amerikaner Mac und Sylvia Randolph, die aber aufgrund eines Alibis schon bald wieder entlassen werden.
Jacob ist überzeugt, dass die beiden seine Tochter ermordet haben. Seine Exfrau Valerie versucht über Beziehungen in den New Yorker Kreisen etwas über die beiden zu erfahren. Sie findet heraus, dass Mac, der eigentlich Simon Haysmith jr. heißt, als Jugendlicher seinen Vater, einen großen Wirtschaftsverbrecher, an die Polizei verpfiffen hat. Simon Haysmith hat seine beiden Kinder Simon jr. und Marina misshandelt und furchtbar bestraft, wenn diese seinen Anforderungen nicht entsprachen. Marina schickte er später ins Internat. Bei genauerer Betrachtung wird Jacob klar, dass Sylvia Marina ist: Die Randolphs sind also kein Ehe-, sondern ein Geschwisterpaar. Mittlerweile kommt es in Amsterdam und Brüssel zu weiteren Doppelmorden.
Um das Paar aus der Deckung zu locken, veröffentlicht Dessie einen Onlinebeitrag über die Postkartenmorde, in dem sie mitteilt, dass sie von der gleichzeitigen Täter-Opfer-Rolle der beiden wisse. Gemeinsam mit dem Münchner Ermittler Bublitz verfolgen sie die Fährte der beiden durch Europa mit der Idee, sie aufzuhalten, bevor sie in Russland untertauchen können. Jacob und Dessie fahren in den hohen Norden. Die Randolphs drängen in der verschneiten Landschaft Jacob und Dessie mit ihrem Wagen von der Straße ab und entführen Dessie mit dem Plan, ihr letztes Kunstwerk zu vollenden. Jacob gelingt es, noch rechtzeitig einzugreifen und Mac anzuschießen, woraufhin Marina mit ihrem stark blutenden Bruder in die eisige Landschaft verschwindet.
Bublitz teilt Jacob später mit, dass die Kinder adoptiert wurden und Simon Haysmith, der impotent sei, diese nach seinen genetischen Vorstellungen aussuchte. In der letzten Szene sieht man Simon Haysmith im Gefängnis, wie er einen Anruf erhält und eine weibliche Stimme aus dem Hörer auf Russisch sagt: „Hallo Vater, ich bin es“.

## Produktion
Der Film wurde an verschiedenen Schauplätzen in Europa gedreht, die Morde ereignen sich in Madrid, London, München, Stockholm, Amsterdam und Brüssel.

## Rezeption

### Kritiken
Das Lexikon des internationalen Films gibt dem Film insgesamt nur 1 von 5 Sternen und resümiert: „Ein unerquicklicher, dramaturgisch nachlässig inszenierter Thriller, der sich nur auf die Attraktion seiner grausamen Morde verlässt, darüber hinaus aber wenig zu sagen hat. Zudem agiert der Hauptdarsteller unbeholfen und macht seine Figur zu keiner Zeit glaubhaft“.
Oliver Armknecht gibt dem Film in seiner Kritik auf film-rezensionen.de insgesamt 3 von 10 Punkten. Was vielversprechend klinge, ende ernüchternd. Teilweise sei es amüsant, wie der Protagonist mit den europäischen Ermittlungsmethoden hadere. An vielen Stellen sei der Thriller unsinnig.

### Einspielergebnis
Der Film spielte weltweit ungefähr 180.000 US-Dollar ein.

## Kunstwerke im Film
Bei den Doppelmorden im Film wurden die Opfer jeweils nach berühmten Kunstwerken (Gemälde bzw. Skulpturen) inszeniert. Hierbei handelt es sich um die folgenden Werke:

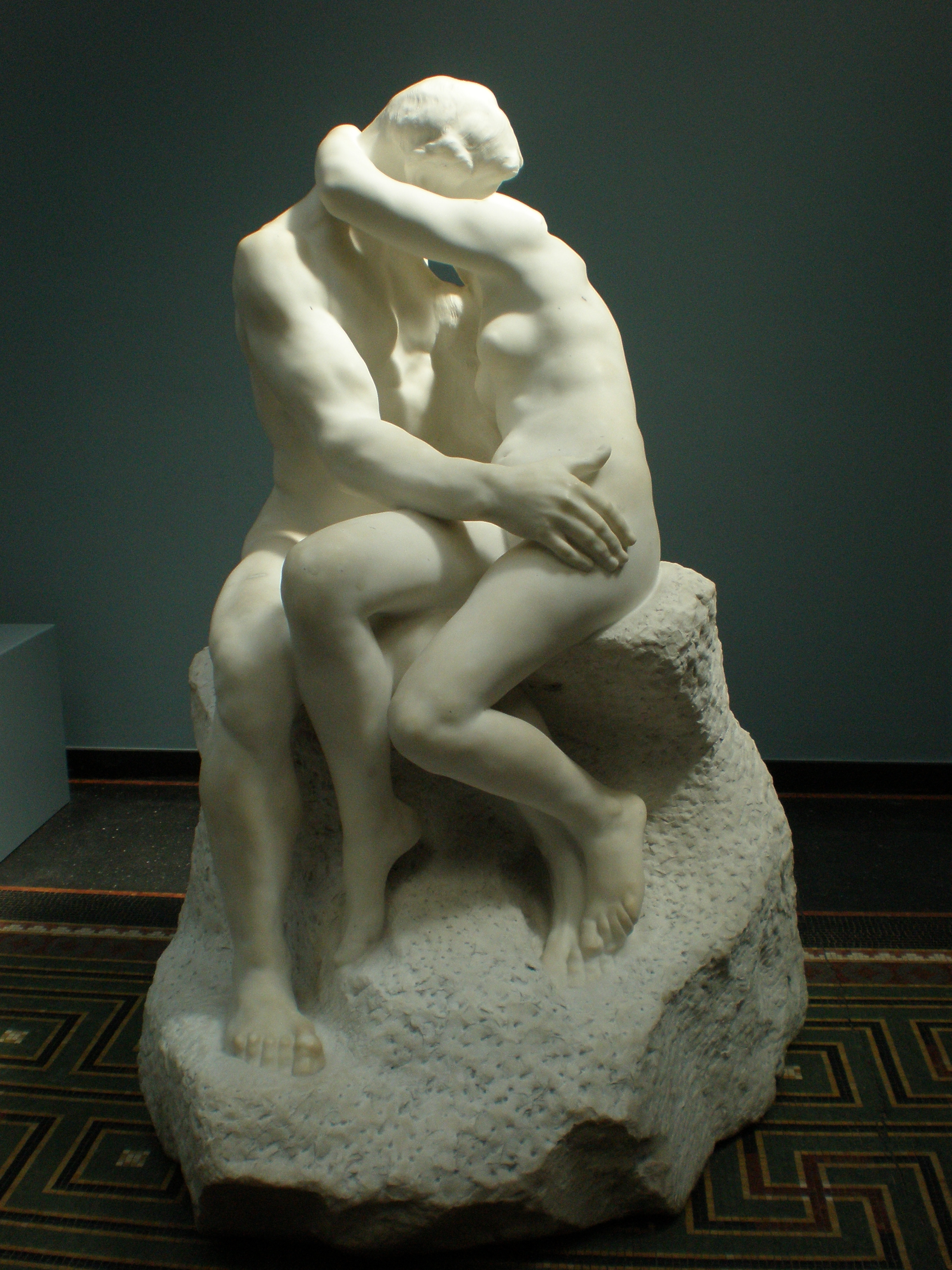
Tatort Madrid: Der Kuss von Auguste Rodin
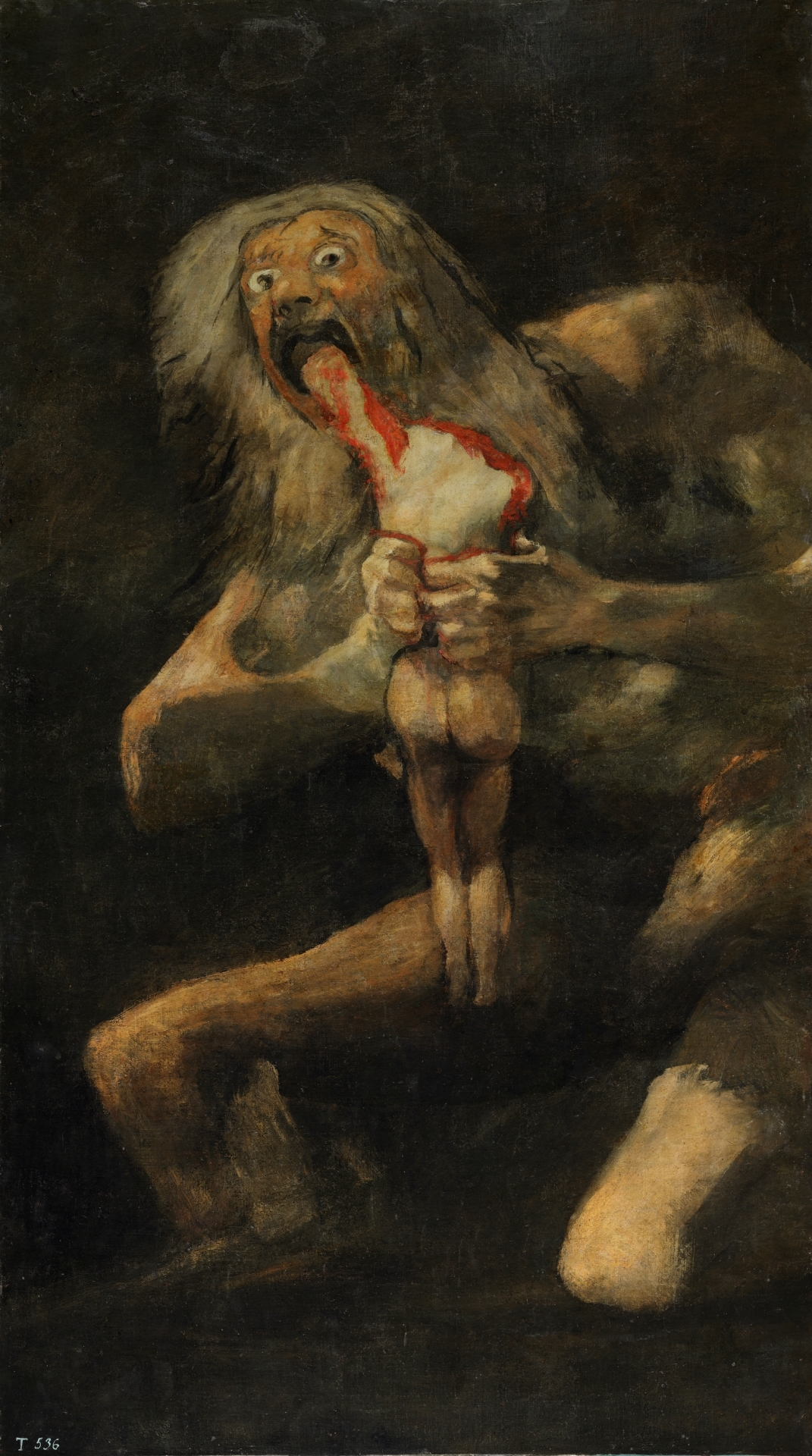
Tatort London: Saturn, einen seiner Söhne verschlingend von Francisco de Goya
Tatort München: Der ungläubige Thomas von Michelangelo Merisi da Caravaggio
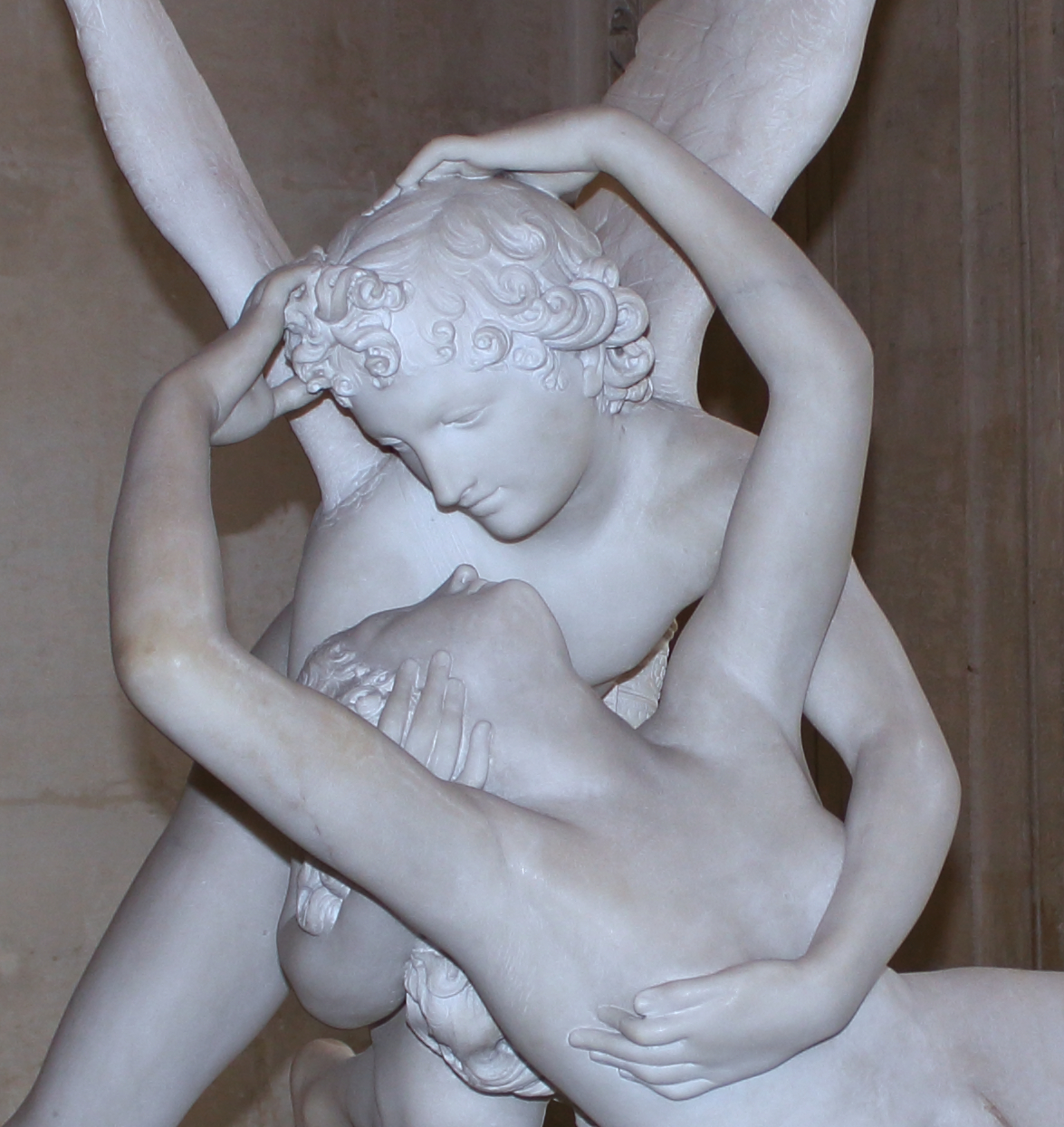
Tatort Stockholm: Amor und Psyche von Antonio Canova
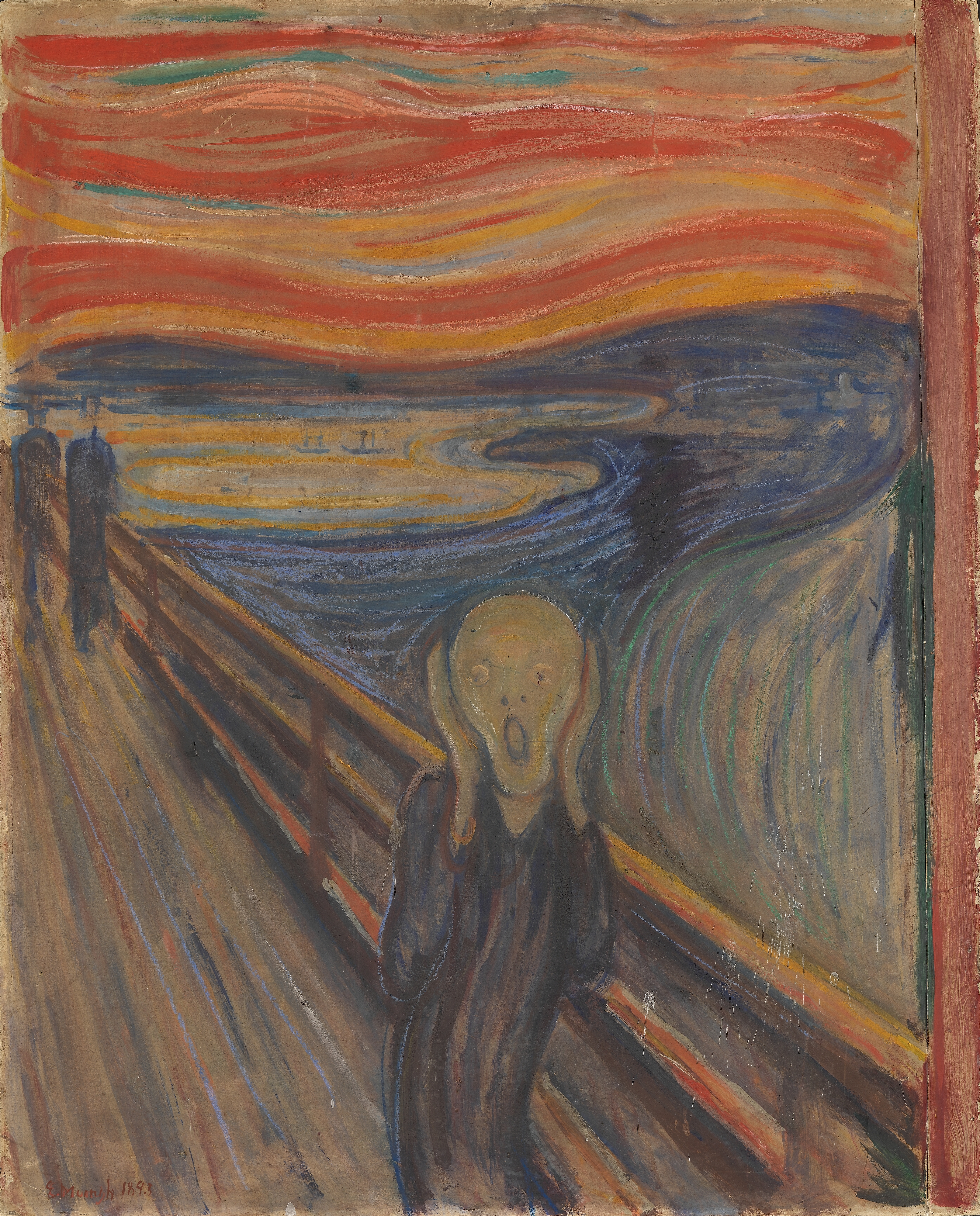
Tatort Amsterdam: Der Schrei von Edvard Munch
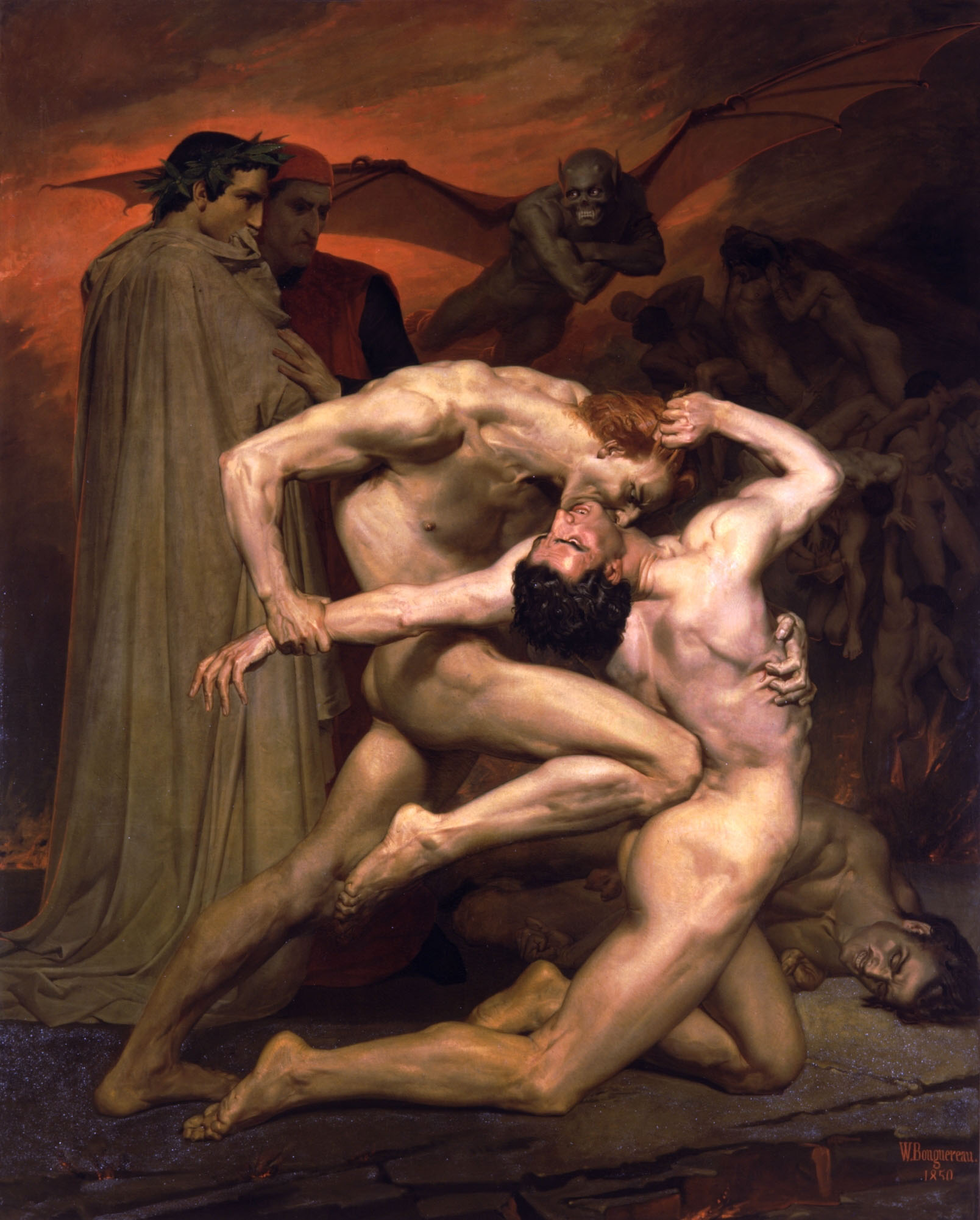
Tatort Brüssel: Dante und Vergil in der Hölle von William Adolphe Bouguereau